# Speenkruid-zuringroest
De speenkruid-zuringroest (Uromyces rumicis) is een roestschimmel in de familie Pucciniaceae. Deze biotrofe parasiet komt voor op zuring. Het vormt donkerbruine vlekjes op de bladeren.

## Kenmerken
Uredinia
Uredinia komen voor aan weerszijde van het blad, direct in het groene weefsel van de bladeren, of in het midden van kleine, roodbruinige vlekken op de bladeren, sporadisch ook op de bladstelen en stengels. Ze zijn rond en hebben een diameter van 0,5 mm. De urediniosporen zijn zijn bolvormig of bijna bolvormig, bleekbruin van kleur. De wand heeft uniforme dikte van 1–1,5 µm, lichtbruin, stekelig, met één tot drie verspreid gelegen poriën. De sporenmaat is 20-28 × 18-24 µm.
Telia
Telia zijn bruin. Ze produceren eencellige bruine teliosporen met een bruine wand. De sporenmaat is 24-35 × 18-24 µm.

## Verspreiding
In Nederland komt de speenkruid-zuringroest vrij zeldzaam voor.

## Foto's

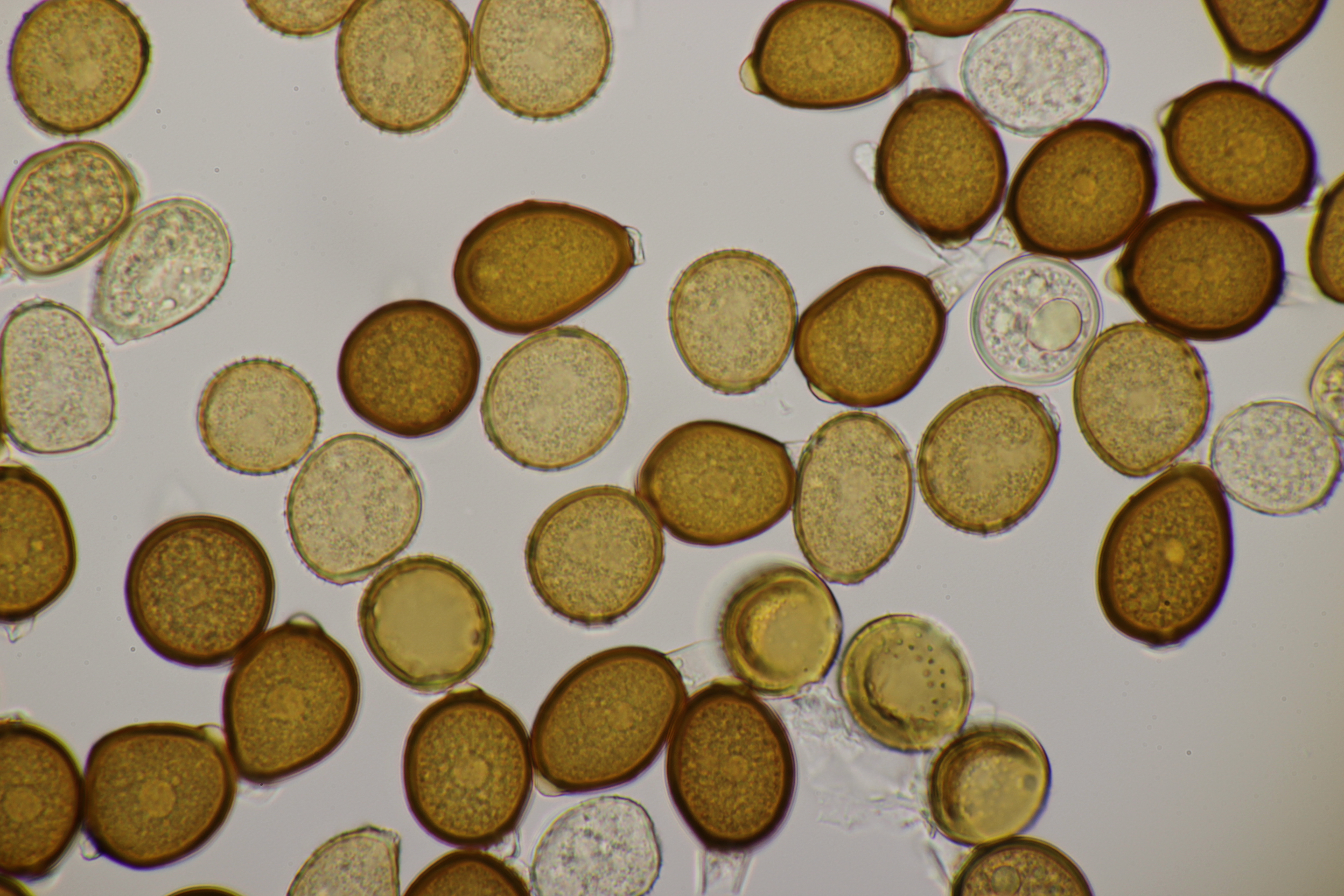
Sporen
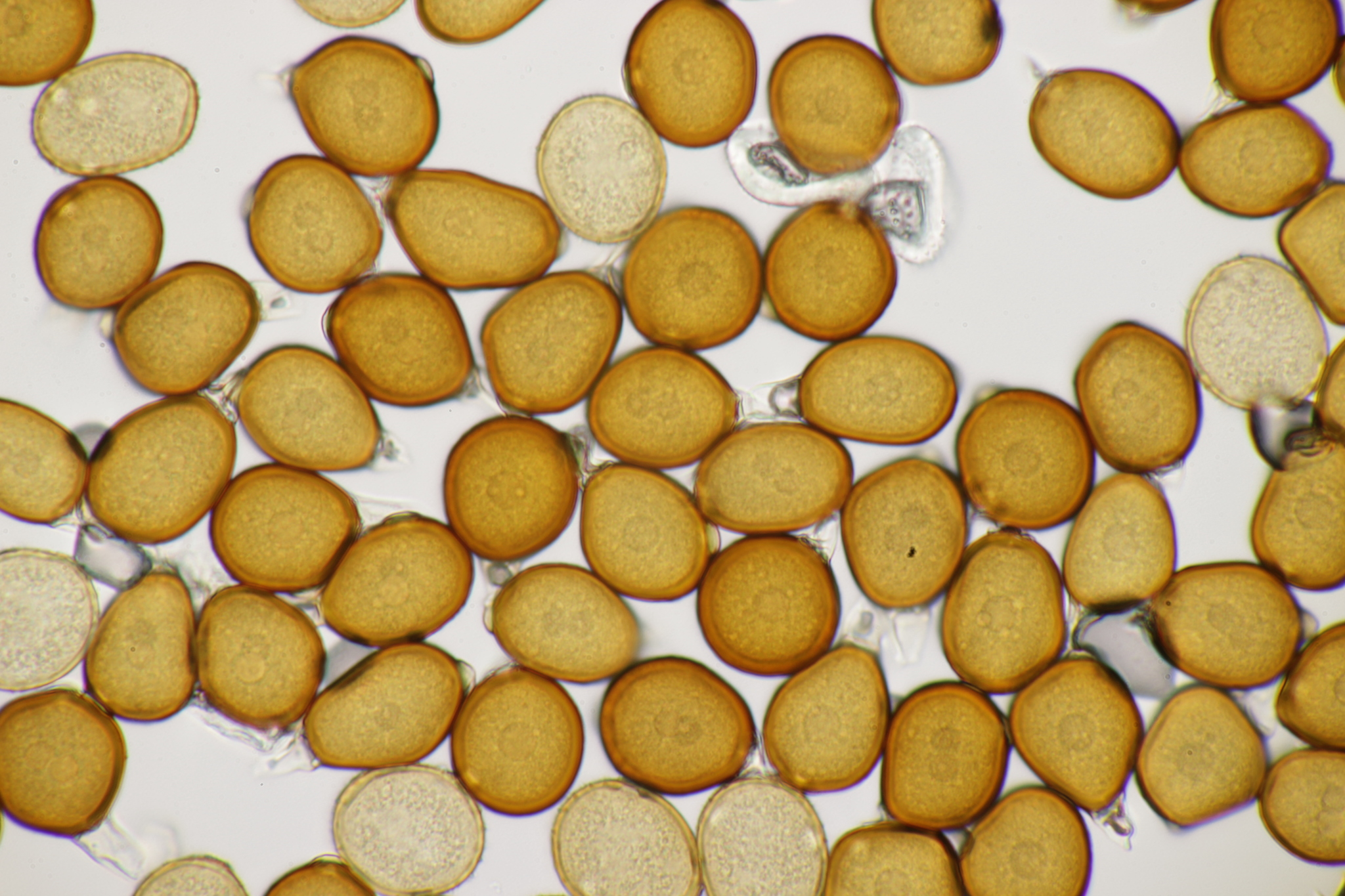
Sporen